# Autosoom
Een autosoom is een chromosoom dat geen geslachtschromosoom is. Bij de mens is dat elk chromosoom, behalve het X- en het Y-chromosoom. Het bijvoeglijke naamwoord afgeleid van autosoom is autosomaal. Autosomale eigenschappen zijn eigenschappen die op de autosomen liggen.
Wanneer de genen van een erfelijke aandoening op een autosoom liggen, vertoont die aandoening geen geslachtsafhankelijk verdelingspatroon. Bijvoorbeeld, taaislijmziekte komt evenveel bij jongens als bij meisjes voor, dit in tegenstelling tot geslachtschromosoom-afhankelijke aandoeningen, zoals kleurenblindheid, die meer onder jongens voorkomt, omdat zij maar een X-chromosoom bezitten.